# Sauropus thorelii
Sauropus thorelii är en emblikaväxtart som beskrevs av Lucien Beille. Sauropus thorelii ingår i släktet Sauropus och familjen emblikaväxter.
Artens utbredningsområde är Laos. Inga underarter finns listade i Catalogue of Life.